# Людина із залізним серцем
«Людина із залізним серцем» (англ. The Man with the Iron Heart) — роман з альтернативної історії Гаррі Тертлдава, опублікований у 2008 році. Сюжет ґрунтується на тому, що в 1942 році в Чехословаччині Рейнгард Гейдріх пережив своє вбивство. Згодом він очолює післявоєнний повстанський рум «Вервольф» в окупованій Німеччині, яке Тертлдав описує як таке, що переросло в набагато більш грізну силу, ніж це було насправді.
Цей роман дотримується типового формату романів Тертлдава, розглядаючи події з різних точок зору. Серед них історична постать Гейдріха, радянського офіцера контррозвідки НКВС, і кількох американців: іншого офіцера контррозвідки, солдата, конгресмена, газетного репортера та домогосподарки, яка очолює рух за виведення американських військ з Німеччини. Більшу частину натхнення для розвитку роману черпає американська окупація Іраку та реакція на неї в Сполучених Штатах.

## Короткий зміст сюжету
Точка розбіжності припадає на червень 1942 року, коли рейхспротектор Рейнхард Гейдріх ледве виживає після замаху в Празі. Історично Гейдріх був убитий; це точка біфуркації, яка є основою для решти роману.
У лютому 1943 року, незабаром після поразки Німеччини під Сталінградом, Гейдріх зустрічається з Генріхом Гіммлером, головою СС. Передбачаючи ймовірну поразку Німеччини, Гейдріх переконує свого начальника розпочати підготовку до можливої партизанської кампанії, якщо німецькі сили програють війну.
Через два роки війська союзників завоювали Німеччину, а Гітлер і Гіммлер загинули від власних рук. Після капітуляції нацистського уряду повстанці під командуванням Гейдріха негайно починають серію партизанських атак проти окупаційних сил, використовуючи заміновані автомобілі, саморобні вибухові пристрої, протитанкові ракети та терористів-смертників. Повстанці вбивають радянського маршала Івана Конєва та американського генерала Джорджа Паттона. Хоча окупаційні чиновники швидко дізнаються про кампанію, вони не можуть знайти швидких рішень. Американські та британські військові намагаються посилити безпеку у своїх секторах, у той час як радянський НКВС очолює безжальне придушення німецького цивільного населення, включаючи депортації та репресальні вбивства. У своїй зоні окупації французи також проводять подібні репресивні заходи.
Оскільки втрати зростають, американці вдома починають сумніватися в зусиллях. Домогосподарка з Індіани, якій повідомляють, що її син загинув під час окупації, виступає проти американської політики та створює організацію, яка агітує повернути американських солдат додому. Її конгресмен, республіканець, використовує цю проблему для нападок на адміністрацію Трумена, і незабаром до нього приєднуються інші члени його партії. У Німеччині вантажівка знищила Палац правосуддя в Нюрнберзі, убивши кількох чиновників і змусивши відкласти судові процеси над нацистськими військовими злочинцями. У Берліні десятки радянських офіцерів були вбиті під час святкування Нового року, коли повстанцям вдалося отруїти їхні напої деревним спиртом. Хоча демонстрації в Америці зростають, Радянський Союз у відповідь посилює придушення нацистського опору.
Не злякавшись, Гейдріх, схований у підпільному командному пункті в Баварських Альпах, продовжує керувати партизанською кампанією. Американська спроба встановити демократичні інституції була зірвана, коли під час мінометного обстрілу на мітингу було вбито Конрада Аденауера, а повторне захоплення німецьких фізиків-ядерників (під час якого загинув Вернер Карл Гейзенберг) привело Гейдріха до запасу радію, який він використав у брудній бомбі, який забруднює американський житловий комплекс у Франкфурті. Американці та Радянський Союз досягли незначних успіхів у боротьбі з повстанцями, але вражаюче руйнування Ейфелевої вежі в Парижі, Вестмінстерського собору та собору Святого Павла в Лондоні вибухами вантажівок ще більше підриває рішучість західних союзників залишитися в Німеччині.
У Сполучених Штатах на проміжних виборах до Конгресу 1946 року перемагають республіканці. Тепер, під контролем Конгресу, вони посилюють тиск на президента Трумена, щоб той відкликав американські війська, відмовляючись фінансувати їх подальшу присутність. Хоча американські офіцери розуміють необхідність залишитися, невдоволення зростає серед рядового і сержантського складу, оскільки багато призовників починають влаштовувати протести з вимогою повернути їх додому. Ще одна спроба скликати судові процеси щодо воєнних злочинів проти нацистського керівництва в радянському секторі зазнає невдачі, коли навантажений вибухівкою трамвай Douglas C-47 Skytrain врізається в будівлю суду, убивши суддів і персонал, що знаходився всередині.
Зараз американські війська виводяться у дедалі більшій кількості. Американці організовують німецьку цивільну поліцію у своїй зоні, але лояльність цієї сили демократії та здатність боротися з знову появою нацистів викликає сумніви. Атака С-47 нарешті привела до певної співпраці між радянськими та американськими контррозвідувальними службами. На зустрічі Радянська влада видає людину, яка пережила Голокост, яка працювала рабом на будівництві системи бункерів, яку використовує Гейдріх. Він веде американські війська до бункера, де переховується лідер повстанців. Коли армія США починає входити до бункера, Гейдріх і група його людей намагаються втекти, але потрапляють під вогонь американських солдатів, у результаті чого Гейдріх гине. Однак цей успіх не завершує повстання; Заступник Гейдріха Йоахім Пайпер стає рейхспротектором і наказує викрасти три цивільні авіалайнери. У той час як радянські війська залишаються відданими окупації та придушенню опору, американці та британці завершують свій вихід, залишаючи нацистів готовими знову з'явитися в західній Німеччині. Проте Франція та Радянський Союз зміцнюють контроль над своїми окупаційними зонами, залишаючи остаточну долю Німеччини під питанням, оскільки напруга між трьома фракціями, що залишилися, продовжує зростати.